# Кавассо-Нуово
Кавассо-Нуово (італ. Cavasso Nuovo) — муніципалітет в Італії, у регіоні Фріулі-Венеція-Джулія,  провінція Порденоне.
Кавассо-Нуово розташоване на відстані близько 480 км на північ від Рима, 105 км на північний захід від Трієста, 29 км на північ від Порденоне.
Населення — 1560 осіб (2014).

## Демографія
Населення за роками:

Станом на 1 січня 2023 року в муніципалітеті офіційно проживав 151 іноземець з 28 країн, серед них 51 громадянин країн Євросоюзу та 4 громадяни України.

## Сусідні муніципалітети
- Арба
- Фанна
- Фризанко
- Медуно
- Секуальс